# Aonyx cinereus
La nutria enana o nutria cenicienta (Aonyx cinereus) es una especie de mamífero carnívoro de la familia Mustelidae, una de las dos pertenecientes al género Aonix. Es propia del Sudeste asiático.
Las nutrias asiáticas enanas son la especie de nutria más pequeña que existe, su longitud total puede variar de 70 a 100 cm, de los cuales unos 30 cm son de la cola. El peso puede variar de 1 a 5,4 kg. Su cuerpo es delgado, aerodinámico y serpenteante, y es lo suficientemente flexible como para permitir el aseo de casi todo el cuerpo. La mayor parte de la superficie dorsal está cubierta por un pelaje marrón oscuro y grisáceo con una coloración crema más clara en la superficie ventral, especialmente en la cara y el cuello. El pelaje tiene pelos relativamente cortos de menos de 2,5 cm de longitud, y es fino, denso y aterciopelado. Las nutrias tienen dos tipos de pelaje: pelos largos y robustos y un subpelo corto y fino.[cita requerida]